# Dwadzieścia jeden żądań
Dwadzieścia jeden żądań (jap. 対華21ヶ条要求 Taika Nijūikkajō Yōkyū, chiń. 二十一條 Èrshíyī tiáo) – ultimatum wystosowane przez rząd Japonii wobec Republiki Chińskiej 18 stycznia 1915 roku.
Podzielone na 5 kategorii japońskie żądania obejmowały m.in. scedowanie na rzecz Japonii dotychczasowej koncesji niemieckiej w Shandongu, uznanie specjalnych praw Japończyków na terenie Mandżurii i Mongolii Wewnętrznej, obietnicę nieprzyznawania żadnemu państwu trzeciemu sfery wpływów wzdłuż chińskiego wybrzeża, wspólny nadzór nad chińskim przemysłem węglowym i stalowym oraz wprowadzenie do rządu chińskiego japońskich doradców.
Prezydent Yuan Shikai (1859–1916) wysłał na tajne negocjacje do Tokio ministra spraw zagranicznych Lu Zhengxianga (1871–1949), bezskutecznie licząc na reakcję ze strony Zachodu. Ujawnienie treści japońskich żądań przez prasę wywołało szereg protestów, pod których naciskiem rząd w Pekinie odrzucił japońskie ultimatum. W odpowiedzi władze japońskie dokonały rewizji postulatów, usuwając m.in. punkt o wprowadzeniu doradców do chińskiego rządu, przesyłając je ponownie 7 maja 1915 roku z żądaniem udzielenia odpowiedzi w przeciągu dwóch dni. Obawiający się wybuchu konfliktu zbrojnego lub poparcia przez Japonię ruchów dążących do restytucji monarchii, Yuan dzień później zaakceptował japońskie postulaty. 25 maja 1915 roku podpisano uprawomocniający je traktat chińsko-japoński.
Japońskie ultimatum spowodowało pogorszenie się relacji Japonii z krajami zachodnimi, szczególnie z dążącymi do utrzymania polityki otwartych drzwi Stanami Zjednoczonymi, choć żadne z nich nie zdobyło się na aktywny protest. Przekazanie Japończykom Shandongu potwierdził oficjalnie w 1919 roku traktat wersalski. Przyjęcie przez rząd w Pekinie upokarzającego traktatu przyczyniło się do wzrostu nastrojów nacjonalistycznych w społeczeństwie chińskim, których kulminacją były protesty z 1919 roku, znane pod nazwą Ruchu 4 Maja.